# Осиновский, Евгений Олегович
Евге́ний Оле́гович Осино́вский (эст. Jevgeni Ossinovski; род. 15 марта 1986 года, Кохтла-Ярве, Эстонская ССР, СССР) — эстонский государственный деятель. Мэр Таллинна с 14 апреля 2024 года, председатель Социал-демократической партии (2015—2019), министр здравоохранения и труда Эстонии (2015—2018), министр образования и науки Эстонии (2014—2015). Председатель Городского собрания Таллина (2021–2023).

## Биография
Евгений Осиновский родился в 1986 году в городе Кохтла-Ярве.

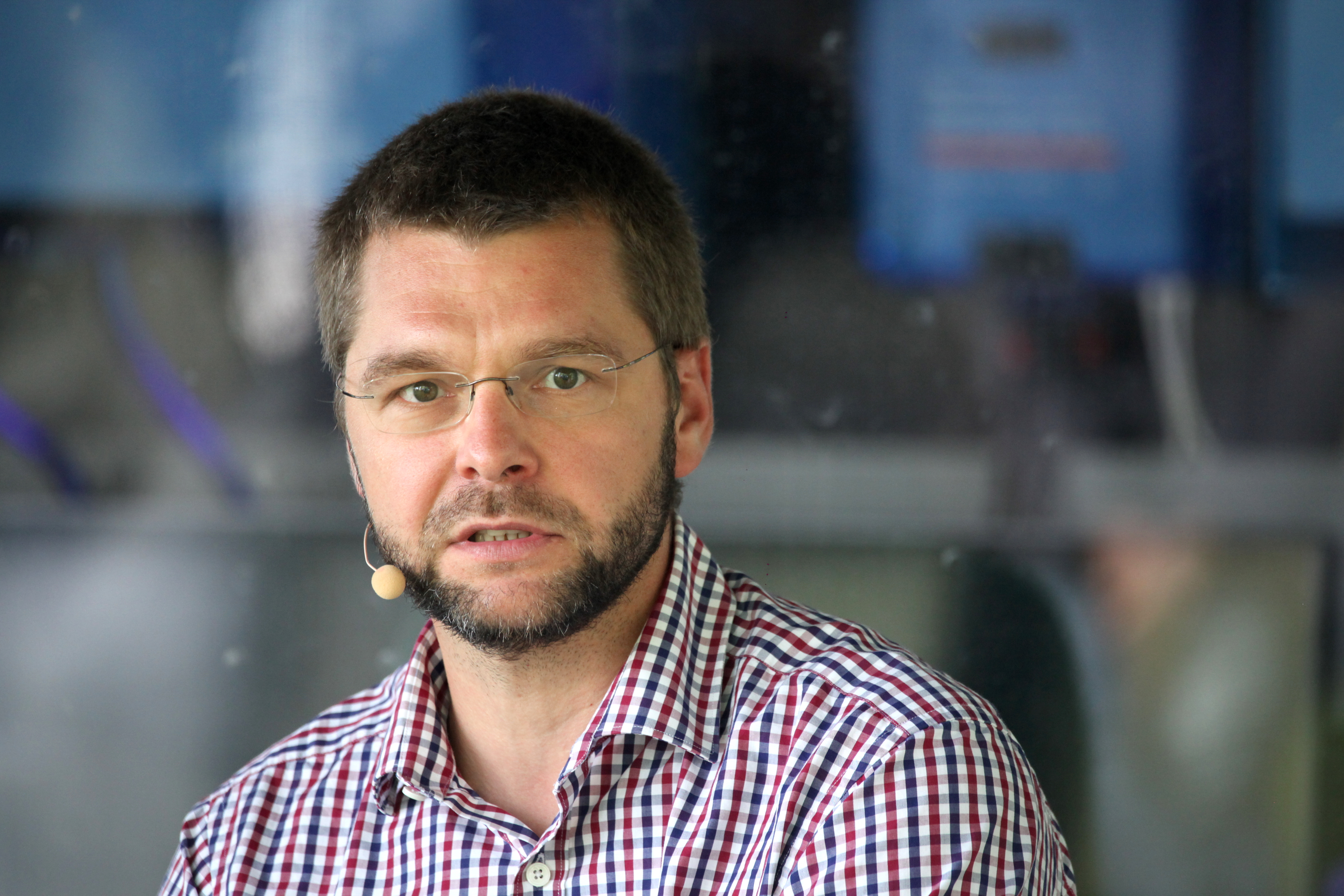
Евгений Осиновский (2021)

В 2004 году окончил Таллиннскую реальную школу с серебряной медалью и поступил в Тартуский университет на факультет философии. После окончания Тартуского университета в 2007 году продолжил обучение в Великобритании в Уорикском университете, где в 2009 году защитил магистерскую работу на тему критики хайдеггеровского либерализма. После этого Осиновский начал изучать политологию и в 2010 году окончил Лондонскую школу экономики и политических наук с cum laude, защитив магистерскую работу о легитимности политической власти в путинской России.
20 января 2011 Евгений Осиновский вступил в ряды Социал-демократической партии Эстонии. На выборах в Рийгикогу 2011 года он баллотировался от партии в Ида-Вирумаа, где набрал 1578 голосов и прошёл в парламент, став в 24 года самым молодым депутатом Рийгикогу.
В 2013 году баллотировался в местное самоуправление Нарвы и получил 2404 голосов, заняв первое место, обогнав кандидата от Центристской партии Михаила Стальнухина. Однако уже в следующем году, на выборах Европарламента, Осиновский набрал всего 2910 голосов против 11 499 у Стальнухина (в Нарве — 631 против 1860); а на парламентских выборах 2015 года Осиновский проиграл в Ида-Вирумаа и Нарве с 2784 голосами против 3648 у Стальнухина.
В 2014 году Осиновский баллотировался в Европейский парламент и набрал 2909, заняв третье место среди кандидатов от Социал-демократической партии. 26 марта 2014 года занял должность министра образования и науки Эстонии в правительстве Таави Рыйваса. После парламентских выборов 2015 года и формирования нового коалиционного правительства покинул пост министра. Осиновский не поддержал новое правительство Рыйваса.
В начале мая 2015 года Осиновский заявил, что желает баллотироваться на пост председателя Социал-демократической партии. Действующий председатель партии Свен Миксер также выставил свою кандидатуру, но в день выборов 30 мая снял её в пользу Осиновского. Оставшись единственным кандидатом, Евгений Осиновский был избран председателем партии.
В сентябре правление социал-демократической партии отозвало из правительства министров Свена Миксера, Урве Пало и Раннара Васильева. 14 сентября 2015 года Осиновский стал министром здравоохранения и труда. На посту министра вёл активную антиалкогольную политику. В марте 2017 года Осиновский председательствовал на первой европейской встрече министров здравоохранения, принадлежащих к Партии европейских социалистов. 2 мая 2018 года вышел в отставку с министерского поста, чтобы сосредоточиться на подготовке партии к парламентским выборам 2019 года; после неудачных результатов Социал-демократической партии на этих выборах (партия получила 10 мандатов, на 4 меньше, чем в прежнем составе парламентариев) покинул пост партийного лидера.
18 ноября 2021 года Евгений Осиновский был избран председателем Городского собрания Таллина, а 14 апреля 2024 года стал мэром Таллина.

## Личная жизнь
Евгений Осиновский говорит на эстонском, русском и английском языках. Себя называет «эстонцем русского происхождения».

### Семья
- Жена — Трийну Осиновская[20][21] (эст. Triinu Ossinovski; в браке с 2014 года[22])
- Дети — сын Артур и дочь Марта[22]
- Отец — крупный эстонский предприниматель Олег Осиновский[эст.][1].

- Дед — Александр Львович Осиновский — советский и российский учёный в области железнодорожного транспорта, доктор технических наук, профессор, в прошлом — доцент Омского института инженеров железнодорожного транспорта.[23][24][25][26]
- Бабушка Евгения Осиновского по материнской линии – эстонка[19].